# Platevindex cinerea
Platevindex cinerea är en snäckart som först beskrevs av Nils Hjalmar Odhner 1917.  Platevindex cinerea ingår i släktet Platevindex och familjen Onchidiidae. Inga underarter finns listade i Catalogue of Life.